# Pasadur
Pasadur je manjše turistično naselje na otoku Lastovo, ki upravno spada pod občino Lastovo; le-ta pa spada pod Dubrovniško-neretvansko županijo.
Naselje Pasadur, ki se je prej imenovalo Most, leži na severozahodnem delu otoka Lastovo. S sosednjim zaselkom Podlenga na otoku Prežba, tvori enotno naselje. Oba kraja, ki ležita na obali preliva, ki povezuje zaliva Velji in Mali Lango, sta povetana z mostom. Preliv je ozek in plitev. Hitrost morskega toka pod mostom doseže 4 vozle. Globina morja v prelivu je največ 1,4 m. Most je nad morsko gladino dvinjen 2,5 m.
V  kraju stoji hotel Solitudo, ki ima ob mostu na Prežbo, svojo okoli 25 m dolgo pristajalno obalo.

## Demografija
| Pregled števila prebivalcev po letih | Pregled števila prebivalcev po letih | Pregled števila prebivalcev po letih | Pregled števila prebivalcev po letih | Pregled števila prebivalcev po letih | Pregled števila prebivalcev po letih | Pregled števila prebivalcev po letih | Pregled števila prebivalcev po letih | Pregled števila prebivalcev po letih | Pregled števila prebivalcev po letih | Pregled števila prebivalcev po letih | Pregled števila prebivalcev po letih | Pregled števila prebivalcev po letih | Pregled števila prebivalcev po letih | Pregled števila prebivalcev po letih |
| ------------------------------------ | ------------------------------------ | ------------------------------------ | ------------------------------------ | ------------------------------------ | ------------------------------------ | ------------------------------------ | ------------------------------------ | ------------------------------------ | ------------------------------------ | ------------------------------------ | ------------------------------------ | ------------------------------------ | ------------------------------------ | ------------------------------------ |
| 1857                                 | 1869                                 | 1880                                 | 1890                                 | 1900                                 | 1910                                 | 1921                                 | 1931                                 | 1948                                 | 1953                                 | 1961                                 | 1971                                 | 1981                                 | 1991                                 | 2001                                 |
| 0                                    | 0                                    | 0                                    | 0                                    | 0                                    | 5                                    | 0                                    | 2                                    | 3                                    | 25                                   | 10                                   | 3                                    | 51                                   | 79                                   | 77                                   |